# Eni dell'Anglia orientale
Eni (fl. VII secolo) fu re dell'Anglia orientale dal 617 al 618.

## Biografia
Appartenente alla dinastia Wuffinga, era fratello di Rædwald, a cui successe sul trono, e padre di Anna, che consoliderà il Cristianesimo nel regno.